# آق‌پینارلی، دینار
اکپینار، دینار (به لاتین: Akpınarlı, Dinar) یک منطقهٔ مسکونی در ترکیه است که در استان افیون قره‌حصار واقع شده‌است.